# Bác sĩ Yo Han (phim truyền hình)
Doctor John (tiếng tiếng Hàn: 의사요한; Romaja: Uisayohan Bác sĩ Yo-han) là một bộ phim truyền hình Hàn Quốc năm 2019 với sự tham gia của Ji Sung, Lee Se-young, Lee Kyu-hyung và Hwang Hee. Bộ phim dựa trên tiểu thuyết Nhật Bản On Hand of God của Yo Kusakabe. Bộ phim  được phát sóng trên đài SBS từ ngày 19 tháng 7 đến ngày 7 tháng 9 năm 2019.

## Tóm tắt
Doctor John là dự án phim về đề tài y khoa xoay quanh câu chuyện tình yêu giàu nghị lực của bác sĩ gây mê Cha Yo Han (Ji Sung) cùng cô nàng bác sĩ nội trú năm hai Kang Si Young (Lee Se Young). Cuộc đời của Yo Han vốn rất cô độc và trắc trở khi anh trải qua những năm tháng sống cùng căn bệnh CIPA (vô cảm với nỗi đau) quái ác và tiền án về tội sử dụng biện pháp trợ tử trong ngành y học. Cha Yo Han luôn hết mình chữa trị cho bệnh nhân nhưng anh lại không hi vọng quá nhiều vào sự sống của mình cho đến khi gặp được cô gái thuần khiết, ấm áp Kang Si Young. Khi hai con người đều có vết thương lòng sâu sắc bất ngờ va vào nhau, họ bỗng trở nên thấu hiểu đối phương và dần chữa lành trái tim cho nhau.

## Diễn viên

### Vai chính
- Ji Sung vai Cha Yo-han / John Cha [4]
  - Park Shi-wan vai Yo-han lúc trẻ

Cha Yo-han là vị giáo sư trẻ nhất tại một trong những bệnh viện trường đại học danh giá nhất nhì Hàn Quốc. Đặc biệt, anh còn nổi tiếng với biệt danh "10 giây" bởi khả năng chẩn đoán bệnh "thần sầu" của mình. Thế nhưng, tất cả những gì Cha Yo-han đã gây dựng được trong suốt ngần ấy năm vất vả bỗng chốc sụp đổ chỉ vì một tai nạn y khoa (liên quan đến việc an tử bệnh nhân ). Hậu quả là anh phải ngồi tù 3 năm. Những tưởng lúc này, cuộc sống của Cha Yo-han sẽ chẳng khác nào địa ngục khi mất hết tất cả chỉ trong một đêm. Ấy thế mà tại nhà giam đen tối đó, anh vẫn sống tốt, thậm chí còn trở thành "đại ca" ngục tù, khiến mọi người kính nể không chỉ vì tài năng vượt trội, mà còn bởi cá tính "đầu gấu" của mình.
- Lee Se-young vai Kang Shi-young [5]

Tuy chỉ mới là thực tập sinh nội trú năm hai, song Kang Shi-young đã sớm được các tiền bối công nhận là một nữ bác sĩ sở hữu kỹ năng chuyên môn xuất sắc. Thế nhưng, dù có tài giỏi đến mấy, Kang Shi-young cũng không thể tránh khỏi những xui xẻo trong công việc khi gây ra một sai sót chuyên môn, khiến cô phải đến phục vụ cộng đồng tại một nhà giam. Tại đây, cô được "diện kiến" tài năng bậc thầy cũng như sự kiêu ngạo của "cựu giáo sư" Cha Yo-han. Tài năng hơn người của Cha Yo-han càng khiến cô nàng thêm thất vọng về bản thân. Nhưng cũng chính nhờ anh, mà Kang Shi-young nhận thức rõ hơn về trách nhiệm mà một người bác sĩ nên có.
- Lee Kyu-hyung vai Son Seok-ki [6]

Người gián tiếp khiến vị bác sĩ tài năng Cha Yo-han phải chịu hình phạt ngồi tù suốt 3 năm chính là công tố viên Son Suk-ki. Với một người cứng nhắc như anh, không bao giờ có từ "khoan nhượng" hay "tha thứ" trong từ điển của mình. Do đó, dù Cha Yo-han gây ra sai lầm ngay trong quá trình cứu người, công tố viên Son Suk-ki cũng không bao giờ chấp nhận bỏ qua dù chỉ là một lỗi nhỏ nhất.
- Hwang Hee vai Lee Yoo-joon [7]

Anh là thành viên của Khoa Gây mê Hồi sức. Đầu tiên anh ấy muốn chứng minh Yo-han đã sai khi bác sĩ sửa lại chẩn đoán sai của anh ấy hai lần khi anh ấy còn là một tù nhân, nhưng cuối cùng anh ấy quyết định học hỏi từ anh ấy.

### Vai phụ

#### Đội quản lý cơn đau của bệnh viện Hanse
- Jung Min-ah vai Kang Mi-rae[8]

Một bác sĩ nội trú năm thứ 3 và là em gái của Shi-young.
- Kwon Hwa-woon vai Heo Joon[8]

Một bác sĩ nội trú năm thứ 4.
- Oh Hyun-joong vai Kim Won-hee[8]

Một bác sĩ nội trú năm đầu tiên.
- Son San vai Nurse Hong[8]

Cô ấy là một y tá đã làm việc 20 năm.
- Lee Yoo-mi vai Na Kyeong-ah[8]

Cô ấy là một y tá đã làm việc 3 năm.

#### Bệnh viện Hanse
- Kim Hye-eun vai Min Tae-kyeong[9]

Truởng khoa gây mê. Mẹ của Shi-young và Mi-rae.
- Kim Young-hoon vai Han Myeong-oh[10]

Luật sư có chuyên môn về các vụ án y tế.
- Um Hyo-sup vai Kang I-moon[11]

Giám đốc bệnh viện Sehan.
- Oh Seung-hyun vai Min Joo-kyeong[9]

Giáo sư của khoa gây mê. Dì của Shi-young và Mi-rae.
- Jung Jae-sung vai Kwon Seok[11]

Giáo sư của khoa gây mê.

#### Bệnh nhân
- Ham Sung-min vai Yoon Seong-kyu

Bệnh nhân mắc ung thư hậu môn.
- Kim Do-hoon vai Park Jung-bo

Tù nhân 5353 mắc bệnh rối loạn tích trữ mỡ di truyền. Cũng là một nhân viên pha chế
- Ha Do-kwon vai Joo Hyeong-woo

Một nhà vô địch võ thuật hỗn hợp mắc chứng bệnh nhược cơ.
- Yoon Chan-young vai Lee Gi-seok

Một bệnh nhân CIA.
- Lee Ju-won vai Choi Seung-won

Một bệnh nhân mắc Zona thần kinh
- Lee Do-kyung vai Yu Dok-gyu
- Chun Young-min vai Lee Da-hae
- Oh Yu-na vai Yu Ri-hye

#### Các nhân vật khác
- Shin Dong-mi vai Chae Eun-jeong

Y tá tại trung tâm an dưỡng. Yo-han đã kết thúc cuộc sống của kẻ mưu sát con gái bà.
- Jang Hee-soo vai giáo sư

Giáo sư khoa gây mê và giảm đau.
- Kim Gyul vai Seong Dong-ho

Giáo sư khoa gây mê và giảm đau.
- Yoon Joo-sang vai Lee Won-gil

Cựu Bộ trưởng Bộ Y tế và Phúc lợi. Ông ủng hộ việc thực hiện an tử.
- Moon Hak-jin vai Kim Jung-woo

Bác sĩ nội trú năm thứ ba của khoa mắt.
- Kim Seung-hoon vai nhân viên nhà tù

### Xuất hiện đặc biệt
- Jeon No-min vai Kang I-soo, chủ tịch bệnh viện và là cha của Shi-young.[12]
- Jung In-gi vai Oh Jeong-nam, chú của Shi-young và là quản giáo.
- Jung Kyung-soon là mẹ của Yoo-joon và là chủ một nhà hàng.
- Lim Dong-jinvai Shim Joon-cheol, một giáo sư thần kinh và bác sĩ của Yo-han.

## Sản xuất
Theo đạo diễn Jo Soo-won, bộ phim được phát triển từ năm 2014, năm SBS mua bản quyền để chuyển thể On Hand of God của Yo Kusakabe thành phim truyền hình dài tập.
Tên ban đầu của bộ phim được đặt là Doctor Room (tiếng tiếng Hàn: 닥터룸) và Bác sĩ Đau Cha Yo-han (tiếng tiếng Hàn: 통증의사 차요한).
Buổi đọc kịch bản đầu tiên diễn ra vào tháng 3 năm 2019 tại Trung tâm Sản xuất SBS Ilsan ở Tanhyun, Hàn Quốc.

## Nhạc phim

### Phần 1
| Phát hành vào 26 tháng 7 năm 2019 | Phát hành vào 26 tháng 7 năm 2019 | Phát hành vào 26 tháng 7 năm 2019 | Phát hành vào 26 tháng 7 năm 2019 | Phát hành vào 26 tháng 7 năm 2019 | Phát hành vào 26 tháng 7 năm 2019 |
| STT                               | Nhan đề                           | Phổ lời                           | Phổ nhạc                          | Nghệ sĩ                           | Thời lượng                        |
| --------------------------------- | --------------------------------- | --------------------------------- | --------------------------------- | --------------------------------- | --------------------------------- |
| 1.                                | "Way Back"                        | Ha-na                             | Jung Sung-min Safira.K            | Safira.K                          | 3:30                              |
| 2.                                | "Way Back" (Inst.)                |                                   | Jung Sung-min Safira.K            |                                   | 3:30                              |
| Tổng thời lượng:                  | Tổng thời lượng:                  | Tổng thời lượng:                  | Tổng thời lượng:                  | Tổng thời lượng:                  | 7:00                              |

### Phần 2
| Phát hành vào 2 tháng 8 năm 2019 | Phát hành vào 2 tháng 8 năm 2019 | Phát hành vào 2 tháng 8 năm 2019 | Phát hành vào 2 tháng 8 năm 2019 | Phát hành vào 2 tháng 8 năm 2019 | Phát hành vào 2 tháng 8 năm 2019 |
| STT                              | Nhan đề                          | Phổ lời                          | Phổ nhạc                         | Nghệ sĩ                          | Thời lượng                       |
| -------------------------------- | -------------------------------- | -------------------------------- | -------------------------------- | -------------------------------- | -------------------------------- |
| 1.                               | "Look At"                        | MYK                              | MYK                              | SALTNPAPER                       | 3:16                             |
| 2.                               | "Look At" (Inst.)                |                                  | MYK                              |                                  | 3:16                             |
| Tổng thời lượng:                 | Tổng thời lượng:                 | Tổng thời lượng:                 | Tổng thời lượng:                 | Tổng thời lượng:                 | 6:32                             |

### Phần 3
| Phát hành vào 9 tháng 8 năm 2019 | Phát hành vào 9 tháng 8 năm 2019 | Phát hành vào 9 tháng 8 năm 2019 | Phát hành vào 9 tháng 8 năm 2019 | Phát hành vào 9 tháng 8 năm 2019 | Phát hành vào 9 tháng 8 năm 2019 |
| STT                              | Nhan đề                          | Phổ lời                          | Phổ nhạc                         | Nghệ sĩ                          | Thời lượng                       |
| -------------------------------- | -------------------------------- | -------------------------------- | -------------------------------- | -------------------------------- | -------------------------------- |
| 1.                               | "Star"                           | Kim Young-sung Song Chan-ran     | Kim Young-sung Song Chan-ran     | Minseo                           | 3:53                             |
| 2.                               | "Star" (Inst.)                   |                                  | Kim Young-sung Song Chan-ran     |                                  | 3:53                             |
| Tổng thời lượng:                 | Tổng thời lượng:                 | Tổng thời lượng:                 | Tổng thời lượng:                 | Tổng thời lượng:                 | 7:46                             |

### Phần 4
| Phát hành vào 16 tháng 8 năm 2019 | Phát hành vào 16 tháng 8 năm 2019 | Phát hành vào 16 tháng 8 năm 2019 | Phát hành vào 16 tháng 8 năm 2019 | Phát hành vào 16 tháng 8 năm 2019 | Phát hành vào 16 tháng 8 năm 2019 |
| STT                               | Nhan đề                           | Phổ lời                           | Phổ nhạc                          | Nghệ sĩ                           | Thời lượng                        |
| --------------------------------- | --------------------------------- | --------------------------------- | --------------------------------- | --------------------------------- | --------------------------------- |
| 1.                                | "Pain or Death"                   | Moon Sung-nam                     | Moon Sung-nam Simji Gravity       | Samuel Seo                        | 4:28                              |
| 2.                                | "Pain or Death" (Inst.)           |                                   | Moon Sung-nam Simji Gravity       |                                   | 4:28                              |
| Tổng thời lượng:                  | Tổng thời lượng:                  | Tổng thời lượng:                  | Tổng thời lượng:                  | Tổng thời lượng:                  | 8:56                              |

### Phần 5
| Phát hành vào 23 tháng 8 năm 2019 | Phát hành vào 23 tháng 8 năm 2019 | Phát hành vào 23 tháng 8 năm 2019 | Phát hành vào 23 tháng 8 năm 2019 | Phát hành vào 23 tháng 8 năm 2019 | Phát hành vào 23 tháng 8 năm 2019 |
| STT                               | Nhan đề                           | Phổ lời                           | Phổ nhạc                          | Nghệ sĩ                           | Thời lượng                        |
| --------------------------------- | --------------------------------- | --------------------------------- | --------------------------------- | --------------------------------- | --------------------------------- |
| 1.                                | "Just Go"                         | Moon Sung-nam                     | Moon Sung-nam                     | Baek A-yeon                       | 3:42                              |
| 2.                                | "Just Go" (Inst.)                 |                                   | Moon Sung-nam                     |                                   | 3:42                              |
| Tổng thời lượng:                  | Tổng thời lượng:                  | Tổng thời lượng:                  | Tổng thời lượng:                  | Tổng thời lượng:                  | 7:24                              |

### Phần 6
| Phát hành vào 30 tháng 8 năm 2019 | Phát hành vào 30 tháng 8 năm 2019  | Phát hành vào 30 tháng 8 năm 2019 | Phát hành vào 30 tháng 8 năm 2019 | Phát hành vào 30 tháng 8 năm 2019 | Phát hành vào 30 tháng 8 năm 2019 |
| STT                               | Nhan đề                            | Phổ lời                           | Phổ nhạc                          | Nghệ sĩ                           | Thời lượng                        |
| --------------------------------- | ---------------------------------- | --------------------------------- | --------------------------------- | --------------------------------- | --------------------------------- |
| 1.                                | "Way Back (Acoustic Ver.)"         | Ha-na                             | Jung Sung-min Safira.K            | Jinsil                            | 3:40                              |
| 2.                                | "Way Back (Acoustic Ver.)" (Inst.) |                                   | Jung Sung-min Safira.K            |                                   | 3:40                              |
| Tổng thời lượng:                  | Tổng thời lượng:                   | Tổng thời lượng:                  | Tổng thời lượng:                  | Tổng thời lượng:                  | 7:20                              |

### Phần 7
| Phát hành vào 6 tháng 9 năm 2019 | Phát hành vào 6 tháng 9 năm 2019 | Phát hành vào 6 tháng 9 năm 2019 | Phát hành vào 6 tháng 9 năm 2019 | Phát hành vào 6 tháng 9 năm 2019 | Phát hành vào 6 tháng 9 năm 2019 |
| STT                              | Nhan đề                          | Phổ lời                          | Phổ nhạc                         | Nghệ sĩ                          | Thời lượng                       |
| -------------------------------- | -------------------------------- | -------------------------------- | -------------------------------- | -------------------------------- | -------------------------------- |
| 1.                               | "Reason" (이유)                  | Tree Tube                        | Tree Tube                        | Tree Tube                        | 3:39                             |
| 2.                               | "Reason" (Inst.)                 |                                  | Tree Tube                        |                                  | 3:39                             |
| Tổng thời lượng:                 | Tổng thời lượng:                 | Tổng thời lượng:                 | Tổng thời lượng:                 | Tổng thời lượng:                 | 7:18                             |

| Disc 2: | Disc 2:                      | Disc 2:       | Disc 2:    |
| STT     | Nhan đề                      | Nghệ sĩ       | Thời lượng |
| ------- | ---------------------------- | ------------- | ---------- |
| 1.      | "Golden Hour"                | Romantisco    | 1:24       |
| 2.      | "Run"                        | Jeong Cha-sik | 3:10       |
| 3.      | "Life Cycle"                 | Moon Sung-nam | 1:27       |
| 4.      | "Actually"                   | Son Han-mook  | 2:57       |
| 5.      | "Into the Room"              | Kim Yung-jin  | 1:33       |
| 6.      | "Morning Star"               | Lee Hye-rim   | 3:04       |
| 7.      | "Fatal"                      | No Sa-ra      | 2:45       |
| 8.      | "Coming Home" (Guitar Roman) | Moon Sung-nam | 2:56       |
| 9.      | "Pulse"                      | Jeong Cha-sik | 1:24       |
| 10.     | "Pure Death"                 | Romantisco    | 3:08       |
| 11.     | "Serene Death"               | Son Han-mook  | 3:01       |
| 12.     | "Day Off"                    | Kim Hong-gap  | 3:22       |
| 13.     | "Memories"                   | Moon Sung-nam | 3:59       |
| 14.     | "Mad Cello"                  | Jeong Cha-sik | 3:29       |
| 15.     | "Creeping Monster"           | Kim Yung-jin  | 1:15       |
| 16.     | "Jest"                       | Romantisco    | 1:50       |
| 17.     | "Decision"                   | Son Han-mook  | 3:47       |
| 18.     | "Pain or Death" (Guitar Sad) | Moon Sung-nam | 3:15       |
| 19.     | "Obsession"                  | Lee Hye-rim   | 2:23       |
| 20.     | "Remembrance"                | No Sa-ra      | 2:48       |
| 21.     | "Coming Home" (Strings)      | Moon Sung-nam | 4:40       |
| 22.     | "Missing"                    | Romantisco    | 2:15       |
| 23.     | "An Unpleasant Memory"       | Son Han-mook  | 2:37       |
| 24.     | "Swear"                      | Jeong Cha-sik | 3:32       |

## Tỷ lệ người xem
- Trong bảng dưới đây, số màu xanh biểu thị cho tỷ lệ người xem thấp nhất và số màu đỏ biểu thị cho tỷ lệ người xem cao nhất.

| Ep.        | Ngày phát sóng           | Tiêu đề                                                                       | Tỷ lệ người xem trung bình | Tỷ lệ người xem trung bình |
| Ep.        | Ngày phát sóng           | Tiêu đề                                                                       | AGB Nielsen                | AGB Nielsen                |
| Ep.        | Ngày phát sóng           | Tiêu đề                                                                       | Toàn quốc                  | Seoul                      |
| ---------- | ------------------------ | ----------------------------------------------------------------------------- | -------------------------- | -------------------------- |
| 1          | ngày 19 tháng 7 năm 2019 | Between Hope and Despair(희망과 절망 사이)                                    | 6.0% (16th)                | 6.3% (15th)                |
| 2          | ngày 19 tháng 7 năm 2019 | Between Hope and Despair(희망과 절망 사이)                                    | 8.4% (8th)                 | 8.7% (7th)                 |
| 3          | ngày 20 tháng 7 năm 2019 | A 0.00001% Hope(0.00001%의 희망)                                              | 7.0% (15th)                | 7.5% (9th)                 |
| 4          | ngày 20 tháng 7 năm 2019 | A 0.00001% Hope(0.00001%의 희망)                                              | 10.1% (4th)                | 11.3% (3rd)                |
| 5          | ngày 26 tháng 7 năm 2019 | Champion(챔피언)                                                              | 7.7% (11th)                | 8.0% (11th)                |
| 6          | ngày 26 tháng 7 năm 2019 | Champion(챔피언)                                                              | 12.3% (2nd)                | 13.0% (2nd)                |
| 7          | ngày 27 tháng 7 năm 2019 | About Fears(두려움에 대하여)                                                  | 8.0% (8th)                 | 8.5% (6th)                 |
| 8          | ngày 27 tháng 7 năm 2019 | About Fears(두려움에 대하여)                                                  | 11.2% (3rd)                | 11.3% (4th)                |
| 9          | ngày 2 tháng 8 năm 2019  | 21g, The Weight of the Soul(21그램, 영혼의 무게)                              | 8.5% (7th)                 | 9.3% (8th)                 |
| 10         | ngày 2 tháng 8 năm 2019  | 21g, The Weight of the Soul(21그램, 영혼의 무게)                              | 10.8% (3rd)                | 11.5% (3rd)                |
| 11         | ngày 3 tháng 8 năm 2019  | World Without Pain(고통 없는 세계)                                            | 6.9% (11th)                | 7.6% (7th)                 |
| 12         | ngày 3 tháng 8 năm 2019  | World Without Pain(고통 없는 세계)                                            | 9.2% (4th)                 | 10.2% (3rd)                |
| 13         | ngày 9 tháng 8 năm 2019  | Secrets and Lies(비밀과 거짓말)                                               | 7.9% (8th)                 | 8.2% (8th)                 |
| 14         | ngày 9 tháng 8 năm 2019  | Secrets and Lies(비밀과 거짓말)                                               | 10.3% (4th)                | 11.2% (3rd)                |
| 15         | ngày 10 tháng 8 năm 2019 | Understanding Someone(누군가를 이해한다는 것은)                               | 7.3% (12th)                | 8.4% (6th)                 |
| 16         | ngày 10 tháng 8 năm 2019 | Understanding Someone(누군가를 이해한다는 것은)                               | 10.1% (4th)                | 11.3% (3rd)                |
| 17         | ngày 16 tháng 8 năm 2019 | Terminal: Terminal and Incurable(Terminal: 말기의, 불치의)                    | 7.2% (11th)                | 7.9% (10th)                |
| 18         | ngày 16 tháng 8 năm 2019 | Terminal: Terminal and Incurable(Terminal: 말기의, 불치의)                    | 9.2% (7th)                 | 9.5% (7th)                 |
| 19         | ngày 17 tháng 8 năm 2019 | Foreboding on a Crisp Afternoon(화창한 오후의 불길한 예감)                    | 6.5% (16th)                | 7.1% (10th)                |
| 20         | ngày 17 tháng 8 năm 2019 | Foreboding on a Crisp Afternoon(화창한 오후의 불길한 예감)                    | 9.4% (3rd)                 | 9.9% (3rd)                 |
| 21         | ngày 23 tháng 8 năm 2019 | Consolation(위로)                                                             | 7.5% (9th)                 | 8.4% (8th)                 |
| 22         | ngày 23 tháng 8 năm 2019 | Consolation(위로)                                                             | 9.2% (5th)                 | 9.9% (5th)                 |
| 23         | ngày 24 tháng 8 năm 2019 | Schrödinger's Cat(슈뢰딩거의 고양이)                                          | 5.5% (18th)                | 5.9% (15th)                |
| 24         | ngày 24 tháng 8 năm 2019 | Schrödinger's Cat(슈뢰딩거의 고양이)                                          | 8.0% (4th)                 | 8.8% (3rd)                 |
| 25         | ngày 30 tháng 8 năm 2019 | The Promise to Try(노력한다는 그 약속)                                        | 7.1% (10th)                | 8.1% (8th)                 |
| 26         | ngày 30 tháng 8 năm 2019 | The Promise to Try(노력한다는 그 약속)                                        | 8.6% (6th)                 | 9.0% (6th)                 |
| 27         | ngày 31 tháng 8 năm 2019 | A Certain Choice(어떤 선택)                                                   | 5.5% (18th)                | 6.1% (11th)                |
| 28         | ngày 31 tháng 8 năm 2019 | A Certain Choice(어떤 선택)                                                   | 8.8% (3rd)                 | 9.8% (3rd)                 |
| 29         | ngày 6 tháng 9 năm 2019  | The Heart of the One Who Leaves(떠나는 사람의 마음)                           | 6.3% (14th)                | 7.1% (11th)                |
| 30         | ngày 6 tháng 9 năm 2019  | The Heart of the One Who Leaves(떠나는 사람의 마음)                           | 8.1% (7th)                 | 8.7% (5th)                 |
| 31         | ngày 7 tháng 9 năm 2019  | Farewell, I Hope to Meet You Again Someday(이별은, 언젠가 다시 만나길 바라는) | 6.7% (17th)                | 7.3% (18th)                |
| 32         | ngày 7 tháng 9 năm 2019  | Farewell, I Hope to Meet You Again Someday(이별은, 언젠가 다시 만나길 바라는) | 10.2% (6th)                | 11.3% (3rd)                |
| Trung bình | Trung bình               | Trung bình                                                                    | 8.3%                       | 9.0%                       |

## Giải thưởng và đề cử
| Năm  | Giải thưởng               | Hạng mục                                   | Đề cử                   | Kết quả   | Ghi chú. |
| ---- | ------------------------- | ------------------------------------------ | ----------------------- | --------- | -------- |
| 2019 | Korea Drama Awards (12th) | Excellence Award (Actor)                   | Lee Kyu-hyung           | Đoạt giải | [ 24 ]   |
| 2019 | SBS Drama Awards (27th)   | Top Excellence Award in Miniseries (Actor) | Ji Sung                 | Đề cử     | [ 24 ]   |
| 2019 | SBS Drama Awards (27th)   | Excellence Award in Miniseries (Actor)     | Lee Kyu-hyung           | Đề cử     | [ 24 ]   |
| 2019 | SBS Drama Awards (27th)   | Excellence Award in Miniseries (Actress)   | Lee Se-young            | Đoạt giải | [ 24 ]   |
| 2019 | SBS Drama Awards (27th)   | Best Couple Award                          | Ji Sung và Lee Se-young | Đề cử     | [ 24 ]   |
| 2019 | SBS Drama Awards (27th)   | Child Actor Award                          | Yoon Chan-young         | Đoạt giải | [ 24 ]   |

## Phát sóng quốc tế
- Philippines - GMA (2020)
- Singapore - Channel U (Từ ngày 2 tháng 9 năm 2020 đến ngày 1 tháng 10 năm 2020, các ngày trong tuần vào lúc 10 giờ tối)